# Karel III van Montmorency

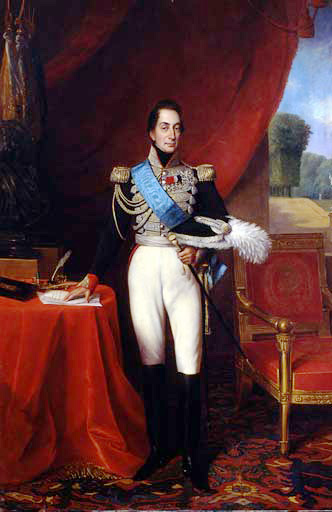
Karel III Emmanuel Sigismund van Montmorency-Luxemburg, 1840

Karel III Emmanuel Sigismund van Montmorency-Luxemburg (Parijs, 27 juni 1774 - aldaar, 3 maart 1861) was van 1803 tot aan zijn dood hertog van Piney-Luxemburg. Hij behoorde tot het huis Montmorency.

## Levensloop
Karel was de tweede zoon van Anne van Montmorency uit diens huwelijk met Madeleine de Voyer de Paulmy d'Argenson. Hij was voorbestemd voor een militaire loopbaan en emigreerde tijdens de Franse Revolutie. Na de dood van zijn oudere broer Anne Henri René Sigismund werd hij in 1799 de erfgenaam van zijn vader. In 1803 overleed die in ballingschap in Portugal en verwierf Karel de titels van hertog van Piney-Luxemburg, markgraaf van Royan, hertog van Châtillon en graaf van Olonne.
Tijdens de Restauratie verkreeg Karel de graad van luitenant-generaal in het leger en de rang van kapitein in de 4e Compagnie van het Garde du corps du roi. In 1816 werd hij door koning Lodewijk XVIII benoemd tot buitengewoon gezant bij koning Johan VI van Portugal in Rio de Janeiro.
Karel III van Montmorency stierf in maart 1861, 86 jaar oud. Hij was ongehuwd en kinderloos gebleven en zijn titel van hertog van Piney-Luxemburg werd geërfd door zijn neef Joseph de Montmorency-Beaumont. 